# Torre del Barón
La torre del Barón, o mas de la Torre del Baró o mas del Palmeral, es el nombre con que se conoce una torre defensiva, que se ubica en las cercanías de la zona pantanosa de Lluent, en el término municipal de Benicasim, a la comarca del a Plana Alta, en la provincia de Castellón, España. Está catalogada, por declaración genérica, como Bien de Interés Cultural, con número de anotación ministerial: R-I-51-0010925, y fecha de la anotación 12 de noviembre de 2002.
La torre se encuentra dentro de una finca agrícola, en la parte sur del término de Benicasim, más próxima al de Castellón de la Plana, y en zona de huerta cercana a la N-34, junto al llamado “Camí Vell de Barcelona”.

## Historia
La torre se considera construida a finales del siglo XVI, y se la podría describir como una torre de voluminoso cuerpo y planta cuadrada.
Por su estructura y finalidad defensiva, la torre se acercaría al conjunto arquitectónico que componía una alquería medieval, habitada por un señor feudal. Se piensa que podría haber pertenecido a la familia Casalduch, ya que hay documentación sobre la carta de población otorgada en el Señorío de Montornés y Benicasim a 10 pobladores, el 8 de diciembre de 1589, por parte de Doña Violante de Casalduch. La población de la zona fue aumentado, siendo en su mayoría agricultores de la zona.

## Descripción
La torre del Barón es el edificio original del conjunto que constituía una masía de uso residencial y agrícola. Los estudios han permitido afirmar que la torre debía ser exenta en un primer momento. Presenta planta cuadrada, con una única crujía, y cuatro plantas de pieza única en cada nivel, a las que se accede desde la primera planta, mediante una escalera de caracol. Desde la planta baja no se puede acceder a las plantas superiores, sino que para poder llegar a ellas hay que utilizar una puerta que desde la primera planta del edificio adosado a la fachada oeste de la torre, comunica con la primera planta de esta, formando actualmente con ella una sola vivienda.
Está construida empleando mampostería con sillares en la base y refuerzo en las cuatro esquinas con este mismo material, con amplios huecos abiertos en las fachadas este y norte, que parecen realizados posteriormente a su construcción, quizás al adosarse el edificio con el que comparte la fachada oeste, puesto que tanto el cuerpo adosado como la torre presentan el mismo tipo de huecos en planta principal. Se pueden contemplar en su fachada balcones enrasados a la misma.
La cubierta puede que estuviera aterrazada y que posteriormente (quizás en el siglo XIX), se cubriese a un agua, dando lugar a un pronunciado alero a la fachada norte, que se construyó con ladrillo macizo de arcilla.
Por las características arquitectónicas y estructurales, los autores consideran que podría tipificarse como un edificio renacentista, dentro de la tradición existente en el territorio valenciano, durante los siglos XVI y XVII.
La vivienda principal de la masía anexa se encuentra situada entre la torre y el cuerpo adosado al que se ha hecho referencia anteriormente. Esta cuerpo adosado, es una construcción de una crujía y dos plantas, con diversas piezas en cada una de sus alturas. En la planta baja, existe un anexo que a su vez tiene dos dependencias, la cocina y el cuarto de baño. Frente a este cuerpo hay un porche acristalado, hecho que hacer pensar en una casa de recreo, que es quizás como fue ideada, antes de utilizarse como vivienda permanente de los caseros. Este edificio se remata con una cubierta.
La torre y el edificio anexo forman un ángulo dando origen a una estructura cuadrangular, compuesta por distintos cuerpos de edificios en tres de sus lados, y quedando uno de ellos cerrado por una alta y gruesa pared, mientras que en uno de sus lados se abre una puerta que permite el acceso al patio (la cual tuvo más esplendor en épocas pasadas, como dejan entrever restos de capiteles labrados en piedra, de pilastras planas y de basamentos, que hacen suponer la existencia de un pórtico o porche que constituía la puerta de entrada). este presenta un perímetro interior rodeado de numerosos edificios como las cuadras (situadas en el ángulo sudeste del conjunto), almazara, establos y hasta un habitáculo llamado “cárcel”, completándose así el conjunto que definía antiguamente una infraestructura agraria tradicional.